# Partito Comunista della Bielorussia (1918)
Il Partito Comunista della Bielorussia (in bielorusso Камуністычная партыя Беларусі?, Kamunistyčnaja partyja Belarusi, in russo Коммунистическая партия Белоруссии?, Kommunističeskaja partija Belorussii), fino al 1952 Partito Comunista (bolscevico) della Bielorussia, è stato la sezione repubblicana del Partito Comunista dell'Unione Sovietica nella RSS Bielorussa.

## Storia
Fondato nel 1918 come ramo dell'allora Partito Comunista Russo (bolscevico), inizialmente contava 17 800 membri. Dal 1919 al 1920 ha operato unitamente al Partito Comunista della Lituania con il nome di Partito Comunista (bolscevico) di Lituania e Bielorussia. L'attività del partito è stata interrotta nell'agosto 1991 per decreto del Soviet Supremo della Bielorussia.
I successori del partito sono il Partito Bielorusso della Sinistra "Un mondo giusto" (nato nel 1991 e denominato fino al 2009 "Partito dei Comunisti di Bielorussia") e il Partito Comunista della Bielorussia, scissosi dal precedente nel 1996.

## Dirigenti

### Presidenti dell'Ufficio centrale
- Aleksandr Mjasnikov (1918 - 1919)[1]
- Vincas Mickevičius-Kapsukas (8 marzo 1919 - 9 agosto 1920)[3]
- Vil'gel'm Knorin (9 agosto 1920 - 10 maggio 1921)[2]

### Segretari responsabili
- Vil'gel'm Knorin (10 maggio 1921 - 11 maggio 1922)
- Vaclav Boguckij (11 maggio 1922 - 15 maggio 1924)
- Aleksandr Asatkin-Vladimirskij (15 maggio 1924 - 29 settembre 1924)
- Aleksandr Krinitskij (29 settembre 1924 - 12 dicembre 1925)

### Primi segretari
- Aleksandr Krinitskij (12 dicembre 1925 - 5 maggio 1927)
- Vil'gel'm Knorin (5 maggio 1927 - 1º dicembre 1928)
- Jan Gamarnik (4 dicembre 1928 - 5 novembre 1929)
- Konstantin Gej (3 gennaio 1930 - 23 gennaio 1932)
- Nikolaj Gikalo (18 gennaio 1932 - 18 marzo 1937)
- Vasilij Šarangovič (18 marzo - 17 luglio 1937)
- Jakov Jakovlev (27 luglio - 8 agosto 1937)
- Aleksej Volkov (11 agosto 1937 - 18 giugno 1938)
- Pantelejmon Ponomarenko (18 giugno 1938 - 7 marzo 1947)
- Nikolaj Gusarov (7 marzo 1947 - 31 maggio 1950)
- Nikolaj Patoličev (31 maggio 1950 - 28 luglio 1956)
- Kirill Mazurov (28 luglio 1956 - 30 marzo 1965)
- Pëtr Mašerov (30 marzo 1965 - 4 settembre 1980)
- Tichon Kiselëv (15 ottobre 1980 - 11 gennaio 1983)
- Nikolaj Sljunkov (13 gennaio 1983 - 6 febbraio 1987)
- Jefrem Sokolov (6 febbraio 1987 - 30 novembre 1990)
- Anatolij Malofeev (30 novembre 1990 - agosto 1991)